# Zawisza Bydgoszcz w krajowych rozgrywkach w piłce nożnej

## Zawisza Bydgoszcz w kolejnych sezonach
| 2006      | II/IV   | przeniesienie Kujawiaka Hydrobudowy Włocławek do Bydgoszczy Zawisza Bydgoszcz S.A. (II liga) oraz SP Zawisza Bydgoszcz (IV liga) | przeniesienie Kujawiaka Hydrobudowy Włocławek do Bydgoszczy Zawisza Bydgoszcz S.A. (II liga) oraz SP Zawisza Bydgoszcz (IV liga) | przeniesienie Kujawiaka Hydrobudowy Włocławek do Bydgoszczy Zawisza Bydgoszcz S.A. (II liga) oraz SP Zawisza Bydgoszcz (IV liga) | przeniesienie Kujawiaka Hydrobudowy Włocławek do Bydgoszczy Zawisza Bydgoszcz S.A. (II liga) oraz SP Zawisza Bydgoszcz (IV liga) | przeniesienie Kujawiaka Hydrobudowy Włocławek do Bydgoszczy Zawisza Bydgoszcz S.A. (II liga) oraz SP Zawisza Bydgoszcz (IV liga) | przeniesienie Kujawiaka Hydrobudowy Włocławek do Bydgoszczy Zawisza Bydgoszcz S.A. (II liga) oraz SP Zawisza Bydgoszcz (IV liga) | przeniesienie Kujawiaka Hydrobudowy Włocławek do Bydgoszczy Zawisza Bydgoszcz S.A. (II liga) oraz SP Zawisza Bydgoszcz (IV liga) | przeniesienie Kujawiaka Hydrobudowy Włocławek do Bydgoszczy Zawisza Bydgoszcz S.A. (II liga) oraz SP Zawisza Bydgoszcz (IV liga) | przeniesienie Kujawiaka Hydrobudowy Włocławek do Bydgoszczy Zawisza Bydgoszcz S.A. (II liga) oraz SP Zawisza Bydgoszcz (IV liga) | przeniesienie Kujawiaka Hydrobudowy Włocławek do Bydgoszczy Zawisza Bydgoszcz S.A. (II liga) oraz SP Zawisza Bydgoszcz (IV liga) |                              |
| 2001-2006 | IV-V    | brak danych kwiecień 2003 powołano Stowarzyszenie Piłkarskie (SP) Zawisza Bydgoszcz                                              | brak danych kwiecień 2003 powołano Stowarzyszenie Piłkarskie (SP) Zawisza Bydgoszcz                                              | brak danych kwiecień 2003 powołano Stowarzyszenie Piłkarskie (SP) Zawisza Bydgoszcz                                              | brak danych kwiecień 2003 powołano Stowarzyszenie Piłkarskie (SP) Zawisza Bydgoszcz                                              | brak danych kwiecień 2003 powołano Stowarzyszenie Piłkarskie (SP) Zawisza Bydgoszcz                                              | brak danych kwiecień 2003 powołano Stowarzyszenie Piłkarskie (SP) Zawisza Bydgoszcz                                              | brak danych kwiecień 2003 powołano Stowarzyszenie Piłkarskie (SP) Zawisza Bydgoszcz                                              | brak danych kwiecień 2003 powołano Stowarzyszenie Piłkarskie (SP) Zawisza Bydgoszcz                                              | brak danych kwiecień 2003 powołano Stowarzyszenie Piłkarskie (SP) Zawisza Bydgoszcz                                              | brak danych kwiecień 2003 powołano Stowarzyszenie Piłkarskie (SP) Zawisza Bydgoszcz                                              |                              |
| 2001      | III/IV  | (fuzja z Chemikiem Bydgoszcz 2001) - brak danych Chemik/Zawisza Bydgoszcz (III liga) oraz Zawisza/Chemik Bydgoszcz (IV liga)     | (fuzja z Chemikiem Bydgoszcz 2001) - brak danych Chemik/Zawisza Bydgoszcz (III liga) oraz Zawisza/Chemik Bydgoszcz (IV liga)     | (fuzja z Chemikiem Bydgoszcz 2001) - brak danych Chemik/Zawisza Bydgoszcz (III liga) oraz Zawisza/Chemik Bydgoszcz (IV liga)     | (fuzja z Chemikiem Bydgoszcz 2001) - brak danych Chemik/Zawisza Bydgoszcz (III liga) oraz Zawisza/Chemik Bydgoszcz (IV liga)     | (fuzja z Chemikiem Bydgoszcz 2001) - brak danych Chemik/Zawisza Bydgoszcz (III liga) oraz Zawisza/Chemik Bydgoszcz (IV liga)     | (fuzja z Chemikiem Bydgoszcz 2001) - brak danych Chemik/Zawisza Bydgoszcz (III liga) oraz Zawisza/Chemik Bydgoszcz (IV liga)     | (fuzja z Chemikiem Bydgoszcz 2001) - brak danych Chemik/Zawisza Bydgoszcz (III liga) oraz Zawisza/Chemik Bydgoszcz (IV liga)     | (fuzja z Chemikiem Bydgoszcz 2001) - brak danych Chemik/Zawisza Bydgoszcz (III liga) oraz Zawisza/Chemik Bydgoszcz (IV liga)     | (fuzja z Chemikiem Bydgoszcz 2001) - brak danych Chemik/Zawisza Bydgoszcz (III liga) oraz Zawisza/Chemik Bydgoszcz (IV liga)     | (fuzja z Chemikiem Bydgoszcz 2001) - brak danych Chemik/Zawisza Bydgoszcz (III liga) oraz Zawisza/Chemik Bydgoszcz (IV liga)     |                              |
| 1999-2000 | III     | brak danych | (fuzja z KP Konin 1999-2000) | (fuzja z KP Konin 1999-2000) | (fuzja z KP Konin 1999-2000) | (fuzja z KP Konin 1999-2000) | (fuzja z KP Konin 1999-2000) | (fuzja z KP Konin 1999-2000) | (fuzja z KP Konin 1999-2000) | (fuzja z KP Konin 1999-2000) | (fuzja z KP Konin 1999-2000) | (fuzja z KP Konin 1999-2000) |
| 1998/99   | IV      | 6/16 | 30 | | | | 54-29 | 48 | | | |                              |
| 1997/98   | II      | 9/17 | 32 | 10 | 11 | 11 | 39-44 | 41 | | | |                              |
| 1996/97   | II      | 13/18 | 34 | 11 | 9 | 14 | 37-38 | 42 | | | |                              |
| 1995/96   | II      | 3/18 | 34 | 17 | 8 | 9 | 47-35 | 59 | | | |                              |
| 1994/95   | II      | 4/18 | 34 | 17 | 9 | 8 | 48-30 | 43 | | | |                              |
| 1993/94   | I       | 18/18 | 34 | 4 | 9 | 21 | 30-70 | 17 | | | |                              |
| 1992/93   | I       | 13/18 | 34 | 12 | 6 | 16 | 41-60 | 30 | | | |                              |
| 1991/92   | I       | 8/18 | 34 | 11 | 12 | 11 | 43-42 | 34 | | | |                              |
| 1990/91   | I       | 14/16 | 30 | 8 | 7 | 15 | 27-41 | 23 | | | |                              |
| 1989/90   | I       | 4/16 | 30 | 13 | 7 | 10 | 36-25 | 37 | | | |                              |
| 1988/89   | II      | 2/16 | 30 | 14 (3) | 14 | 2 | 47-20 | 45 | | | |                              |
| 1987/88   | II      | 10/16 | 30 | 10 (4) | 7 | 13 (1) | 34-29 | 30 | | | |                              |
| 1986/87   | II      | 5/16 | 30 | 12 (2) | 12 | 6 (1) | 42-35 | 37 | | | |                              |
| 1985/86   | II      | 2/16 | 30 | 12 | 10 | 8 | 44-33 | 34 | | | |                              |
| 1984/85   | II      | 5/16 | 30 | 12 | 11 | 7 | 41-29 | 35 | | | |                              |
| 1983/84   | III     | 1/14 | 26 | | | | 52-11 | 45 | | | |                              |
| 1982/83   | III     | 4/14 | 26 | | | | 39-26 | 31 | | | |                              |
| 1981/82   | II      | 13/16 | 30 | | | | 28-32 | 28 | | | |                              |
| 1980/81   | I       | 15/16 | 30 | 9 | 5 | 16 | 25-43 | 23 | | | |                              |
| 1979/80   | I       | 14/16 | 30 | 8 | 8 | 14 | 35-52 | 24 | | | |                              |
| 1978/79   | II      | 1/16 | 30 | | | | 44-18 | 42 | | | |                              |
| 1977/78   | I       | 15/16 | 30 | 11 | 5 | 14 | 29-32 | 27 | | | |                              |
| 1976/77   | II      | 1/16 | 30 | | | | 38-16 | 41 | | | |                              |
| 1975/76   | II      | 13/16 | 30 | | | | 30-33 | 28 | | | |                              |
| 1974/75   | II      | 4/16 | 30 | | | | 42-31 | 34 | | | |                              |
| 1973/74   | II      | 10/16 | 30 | | | | 24-27 | 27 | | | |                              |
| 1972/73   | II      | 8/16 | 30 | | | | 26-31 | 29 | | | |                              |
| 1971/72   | II      | 10/16 | 30 | | | | 28-31 | 29 | | | |                              |
| 1970/71   | II      | 7/16 | 30 | | | | 23-20 | 32 | | | |                              |
| 1969/70   | II      | 9/16 | 30 | | | | 20-26 | 28 | | | |                              |
| 1968/69   | II      | 10/16 | 30 | | | | 26-25 | 28 | | | |                              |
| 1967/68   | II      | 7/16 | 30 | | | | 39-38 | 30 | | | |                              |
| 1966/67   | I       | 13/14 | 26 | | | | 20-35 | 19 | | | |                              |
| 1965/66   | I       | 9/14 | 26 | 10 | 4 | 12 | 30-35 | 24 | | | |                              |
| 1964/65   | I       | 8/14 | 26 | 9 | 6 | 11 | 34-41 | 24 | | | |                              |
| 1963/64   | II      | 2/16 | 30 | | | | 41-27 | 40 | | | |                              |
| 1962/63   | III     | 1/12 | 22 | | | | 79-19 | 38 | | | |                              |
| 1962      | II      | 7/8 | 14 | | | | 11-22 | 10 | | | |                              |
| 1961      | I       | 14/14 | 26 | | | | 18-64 | 10 | | | |                              |
| 1960      | II      | 2/12 | 22 | | | | 42-8 | 34 | | | |                              |
| 1959      | II      | 5/12 | 22 | | | | 49-21 | 25 | | | |                              |
| 1958      | II      | 8/12 | 22 | | | | 35-38 | 19 | | | |                              |
| 1957      | II      | 7/12 | 22 | | | | 31-30 | 22 | | | |                              |
| 1956      | II      | 8/14 | 26 | | | | 28-28 | 24 | | | |                              |
| 1955      | II      | 3/14 | 26 | | | | 44-25 | 34 | | | |                              |
| 1954      | x       | Decyzją Ministerstwa Obrony Narodowej zespół Zawiszy został wycofany z rozgrywek na 1 sezon                                      | Decyzją Ministerstwa Obrony Narodowej zespół Zawiszy został wycofany z rozgrywek na 1 sezon                                      | Decyzją Ministerstwa Obrony Narodowej zespół Zawiszy został wycofany z rozgrywek na 1 sezon                                      | Decyzją Ministerstwa Obrony Narodowej zespół Zawiszy został wycofany z rozgrywek na 1 sezon                                      | Decyzją Ministerstwa Obrony Narodowej zespół Zawiszy został wycofany z rozgrywek na 1 sezon                                      | Decyzją Ministerstwa Obrony Narodowej zespół Zawiszy został wycofany z rozgrywek na 1 sezon                                      | Decyzją Ministerstwa Obrony Narodowej zespół Zawiszy został wycofany z rozgrywek na 1 sezon                                      | Decyzją Ministerstwa Obrony Narodowej zespół Zawiszy został wycofany z rozgrywek na 1 sezon                                      | Decyzją Ministerstwa Obrony Narodowej zespół Zawiszy został wycofany z rozgrywek na 1 sezon                                      | Decyzją Ministerstwa Obrony Narodowej zespół Zawiszy został wycofany z rozgrywek na 1 sezon                                      |                              |
| 1953      | II      | 8/14 | 26 | | | | 32-33 | 24 | | | |                              |
| 1952      | II      | 1/10 | 18 | | | | 41-18 | 27 | | | |                              |
| 1951      | Klasa A | | (Mistrz Pomorza) brak danych | (Mistrz Pomorza) brak danych | (Mistrz Pomorza) brak danych | (Mistrz Pomorza) brak danych | (Mistrz Pomorza) brak danych | (Mistrz Pomorza) brak danych | (Mistrz Pomorza) brak danych | (Mistrz Pomorza) brak danych | (Mistrz Pomorza) brak danych | (Mistrz Pomorza) brak danych |
| 1949–1951 | Klasa A | brak danych | brak danych | brak danych | brak danych | brak danych | brak danych | brak danych | brak danych | brak danych | brak danych |                              |
| 1947–1949 | Klasa B | brak danych | brak danych | brak danych | brak danych | brak danych | brak danych | brak danych | brak danych | brak danych | brak danych |                              |
| 1946      |         | marzec 1946 - powołanie Wojskowego Klubu Sportowego Zawisza w Koszalinie listopad 1946 - przeniesienie klubu do Bydgoszczy       | marzec 1946 - powołanie Wojskowego Klubu Sportowego Zawisza w Koszalinie listopad 1946 - przeniesienie klubu do Bydgoszczy       | marzec 1946 - powołanie Wojskowego Klubu Sportowego Zawisza w Koszalinie listopad 1946 - przeniesienie klubu do Bydgoszczy       | marzec 1946 - powołanie Wojskowego Klubu Sportowego Zawisza w Koszalinie listopad 1946 - przeniesienie klubu do Bydgoszczy       | marzec 1946 - powołanie Wojskowego Klubu Sportowego Zawisza w Koszalinie listopad 1946 - przeniesienie klubu do Bydgoszczy       | marzec 1946 - powołanie Wojskowego Klubu Sportowego Zawisza w Koszalinie listopad 1946 - przeniesienie klubu do Bydgoszczy       | marzec 1946 - powołanie Wojskowego Klubu Sportowego Zawisza w Koszalinie listopad 1946 - przeniesienie klubu do Bydgoszczy       | marzec 1946 - powołanie Wojskowego Klubu Sportowego Zawisza w Koszalinie listopad 1946 - przeniesienie klubu do Bydgoszczy       | marzec 1946 - powołanie Wojskowego Klubu Sportowego Zawisza w Koszalinie listopad 1946 - przeniesienie klubu do Bydgoszczy       | marzec 1946 - powołanie Wojskowego Klubu Sportowego Zawisza w Koszalinie listopad 1946 - przeniesienie klubu do Bydgoszczy       |                              |